# Stimmhafter retroflexer Plosiv
Der stimmhafte retroflexe Plosiv (ein stimmhafter, mit zurückgebogener Zunge gebildeter Verschlusslaut) hat in verschiedenen Sprachen folgende lautliche und orthographische Realisierungen:
- Indisches Englisch [⁠ɖ⁠]: d
- Norwegisch [⁠ɖ⁠]: rd
- Sardisch [⁠ɖ⁠]: dd(h)
- Somali [⁠ɖ⁠]: dh